# Örebro SK (handball)
Pour le club omnisports, voir Örebro Sportklubb.
L'Örebro Sportklubb Handboll est un club de handball situé à Örebro en Suède.

## Historique
Le club omnisports d’Örebro SK est fondé en 1908 et sa section handball naît dans les années 1920. 
Le club remporte deux Championnats de Suède en 1956 et 1957 puis atteint la finale de la première édition de la Coupe des clubs champions en 1957 à Paris contre le Dukla Prague. En 1958, quatre de ses joueurs, Roland Mattson, Rune Lindkvist, Rune Åhrling et Per-Olof Larsson, sont sacrés champions du monde.
Pourtant, les résultats ne suivent pas et en 1968, le club omnisports décide de mettre un terme au handball. Le handball renaît dans les années 1980 avec des équipes de jeunes, puis une équipe senior en 1990, mais sans que le club parvienne à retrouver son lustre d'antan.

## Palmarès
- Championnat de Suède (2) : 1956, 1957
- Finaliste de la Coupe des clubs champions (1) : 1957

## Personnalités liées au club
Parmi les joueurs ayant évolué au club, on trouve :
- Rune Åhrling (sv), au club de 1946 à ?
- Per-Olof Larsson (sv), au club de 1949 à 1953 et de 1955 à 1961
- Rune Lindkvist (sv), Champion du monde 1954
- Roland Mattsson (sv) (GB), Champion du monde 1954, au club de 1953 à 1959